# Покровка (Єланецький район)
Покро́вка — колишнє село Ясногородської сільської ради Єланецького району Миколаївської області.
Миколаївська обласна рада рішенням від 11 липня 2014 року виключила село з облікових даних.

## Населення

### Мова
Розподіл населення за рідною мовою за даними перепису 2001 року:
| Мова       | Кількість | Відсоток |
| ---------- | --------- | -------- |
| українська | 4         | 100%     |